# Список послов СССР и России в Ираке
В статье представлен список послов СССР и России в Ираке.

## Хронология дипломатических отношений
- 25 августа — 9 сентября 1944 г. — установлены дипломатические отношения на уровне миссий.
- 3 — 8 января 1955 г. — дипломатические отношения прерваны правительством Ирака.
- 18 июля 1958 г. — достигнута договорённость о возобновлении дипломатических отношений на уровне посольств.

## Список послов
| Срок полномочий                   | Посол                             | Годы жизни | Вручение верительных грамот | Комментарии          |
| --------------------------------- | --------------------------------- | ---------- | --------------------------- | -------------------- |
| СССР                              |                                   |            |                             |                      |
| 29 ноября 1944 — 20 января 1949   | Григорий Титович Зайцев           | 1902—1990  | 14 февраля 1945             | Посланник            |
| 1952 — 8 января 1955              | Иван Нестерович Якушин            | 1913—2002  |                             | Поверенный в делах   |
| 31 июля 1958 — 15 октября 1961    | Григорий Титович Зайцев           | 1902—1990  | 9 августа 1958              |                      |
| 15 октября 1961 — 7 августа 1965  | Михаил Данилович Яковлев          | 1910—1999  | 28 октября 1961             |                      |
| 7 августа 1965 — 17 декабря 1969  | Василий Фёдорович Николаев        | 1910—1969  | 18 октября 1965             |                      |
| 20 февраля 1970 — 29 декабря 1973 | Вениамин Андреевич Лихачёв        | 1921—      | 28 марта 1970               |                      |
| 29 декабря 1973 — 17 марта 1982   | Анатолий Александрович Барковский | 1921—2012  | 23 января 1974              |                      |
| 17 марта 1982 — 19 декабря 1989   | Виктор Иванович Минин             | 1926—1989  | 8 апреля 1982               |                      |
| 13 марта 1990 — 25 декабря 1991   | Виктор Викторович Посувалюк       | 1940—1999  |                             |                      |
| Российская Федерация              |                                   |            |                             |                      |
| 25 декабря 1991 — 22 апреля 1992  | Виктор Викторович Посувалюк       | 1940—1999  |                             |                      |
| 22 августа 1994 — 6 августа 1999  | Николай Васильевич Картузов       | 1943—2004  |                             |                      |
| 9 августа 1999 — 29 марта 2002    | Александр Петрович Шеин           | 1952—      |                             |                      |
| 29 марта 2002 — 8 декабря 2003    | Владимир Ефимович Титоренко       | 1958—      |                             |                      |
| 8 декабря 2003 — 3 марта 2005     | Илья Анатольевич Моргунов         | 1959—      |                             | Временный поверенный |
| 3 марта 2005 — 16 октября 2008    | Владимир Васильевич Чамов         | 1955—      |                             |                      |
| 16 октября 2008 — 2 марта 2012    | Валерьян Владимирович Шуваев      | 1955—2024  |                             |                      |
| 2 марта 2012 — 3 октября 2016     | Илья Анатольевич Моргунов         | 1959—      |                             |                      |
| 3 октября 2016 — 8 апреля 2021    | Максим Константинович Максимов    | 1971—      |                             |                      |
| 8 апреля 2021 — настоящее время   | Эльбрус Кириллович Кутрашев       | 1975—      | 1 июня 2021                 |                      |